# Luigi Gussalli
Luigi Gussalli (Bologna, 18 dicembre 1885 – Barbano di Salò, 1950) è stato un ingegnere, inventore e pioniere dell'astronautica italiano.
Gussalli fu in corrispondenza con i padri mondiali delle attività spaziali, come Hermann Oberth e Robert Goddard, scambiando con essi lettere e idee su come rendere realtà il sogno del volo interplanetario. Da ricordare il suo motore a doppia reazione, saggi sui razzi pluristadio e, soprattutto, due pubblicazioni nelle quali anticipava idee a quei tempi di là da venire: “Si può tentare un viaggio dalla Terra alla Luna?” del 1923 e “I viaggi interplanetari per mezzo delle radiazioni solari, del 1946.

## Biografia
Gussalli rivelò subito una speciale attitudine per l'ingegneria meccanica, realizzando a sette anni un prassinoscopio e poi, da giovane studente, giocattoli meccanici, automobiline a vapore e piccoli aeroplani capaci di volare, primi esempi di aeromodellismo. Come molti pionieri dell'astronautica, era appassionato lettore di fantascienza e non perdeva occasione di lanciare piccoli razzi. «Nel giardino di casa egli lanciava razzi singoli, accoppiati, trini e, talvolta, anche leggermente zavorrati. Ne constatava il comportamento, le reazioni e la loro ascesa, più o meno diretta, verso il cielo, traendo da queste modeste esperienze le osservazioni e le deduzioni che lo interessavano», racconta il suo amico Luigi Rossetti.
Considerando le lauree in ingegneria “troppo teoriche e matematiche”, dopo il diploma di licenza in scienze fisico-matematiche si iscrive al terzo anno di fisica a Pavia e poi al Politecnico di Glons-Liegi, dove il 9 agosto 1909 ottiene il diploma di ingegnere industriale. In quel periodo incomincia a sfornare brevetti: nel 1904 quello per un “congegno motore per automatici”; nel 1910 l'ippomobile; nel 1912 la slitta da neve a motore. In quegli anni partecipa all'organizzazione di una manifestazione aerea a Montechiari, conoscendo gli assi dell'epoca, tra cui Blériot e Ghedi, e prende parte a gare automobilistiche. Nel 1915 parte come autista per la guerra, passando poi alla Commissione Collaudo, come ingegnere.
Al termine della Grande Guerra si dedica alle sue invenzioni e, nel 1923, pubblica “Si può tentare un viaggio dalla Terra alla Luna?”. Di lui cominciano a parlare anche i giornali, confrontando le sue esperienze sui razzi con quelle dello statunitense Goddard e del francese Esnault-Pelterie. Nel 1930, nell'ambito del XIX Congresso della Società Italiana per il Progresso delle Scienze (SIPS), legge la comunicazione “Astronautica e propulsori a reazione” e lancia l'idea di un Premio internazionale di altezza per astronautica per “suscitare un movimento di interesse verso l'Astronautica, scienza poco nota in Italia”, idea bocciata dalla commissione scientifica della SIPS.
Gli anni tra le due guerre vedono rapporti burrascosi tra Gussalli e il mondo scientifico e istituzionale, rimproverando alle commissioni scientifiche una visione miope, indifferenza e mancanza di intuito. In questo periodo è in corrispondenza sia con Goddard che con Hermann Oberth.
Nel 1941 pubblica il suo secondo libro, intitolato “Propulsori a reazione per l'astronautica. La riduzione del consumo dei propulsori può rendere possibile la navigazione negli spazi siderali”, in cui propone l'idea di usare un motore solare come motore ausiliario. Poi progetta un dirigibile stratosferico. Infine, tra il 1942 e la fine della guerra scrive il suo ultimo libro: “I viaggi interplanetari per mezzo delle radiazioni solari. L'abolizione del consumo dei propulsori può rendere possibile la navigazione negli spazi interplanetari”, pubblicato nell'aprile del 1946 in italiano ed in inglese, che riceve più interesse all'estero che in Italia.
L'ultimo suo scritto è una lettera del giugno 1949 al CNR, all'Accademia dei Lincei e alla Società Italiana per il Progresso delle Scienze, nella quale evidenza analogie tra idee contenute nei suoi scritti ed esperimenti in corso negli Stati Uniti, come i razzi multipli, l'uso della rotazione di un'astronave per creare una gravità artificiale e l'uso di un motore solare per generare questo movimento, di fatto lamentando una scarsa attenzione ai suoi studi da parte degli istituti scientifici italiani.
Gussali muore il 23 giugno 1950 a Barbano di Salò.

## Opere

### “Si può tentare un viaggio dalla Terra alla Luna?”
Nel testo Gussalli propone l'utilizzo di un razzo a quattro stadi, l'ultimo dei quali destinato allo sbarco sulla Luna e al ritorno dal nostro satellite. Gli astronauti avrebbero viaggiato in una capsula dotata di impianti di aerazione simili a quelli usati nei sommergibili e termicamente isolata. Per eliminare la sensazione di caduta libera la capsula doveva ruotare su sé stessa e gli astronauti avrebbero usato come pavimento le pareti imbottite. La rotazione avrebbe dato loro “l'impressione di essere a letto supini”. Come propulsore Gussalli proponeva il suo propulsore a doppia reazione. Questo era caratterizzato dall'uso di un propulsore a razzo i cui gas di scarico venivano deviati dalle palette di una turbina azionata da un secondo motore, per aumentarne l'energia. Il motore che doveva far girare le palette della turbina, proponeva Gussali in un approfondimento successivo, poteva esser elettrico e alimentato dalla Terra mediante trasmissione a distanza di energia per ridurre il carico a bordo. Quest'ultima idea è un'incredibile anticipazione del concetto di trasmissione di energia alla base della realizzazione dei climber negli studi attuali sugli ascensori spaziali.

### "I viaggi interplanetari per mezzo delle radiazioni solari"
Altrettanto anticipatrice è l'idea esposta nel suo ultimo libro, di usare la radiazione solare per spingere un'astronave nello spazio, idea passata dall'intuizione alla fattibilità solo negli anni novanta. Battezzata "Sistema Gussalli 1946", l'astronave si presentava come una fusoliera di aereo alla cui estremità anteriore era attaccato un grande disco, con aperture che potevano essere chiuse per modulare la spinta. Come alternativa al disco, Gussalli proponeva anche l'uso di una grande vela metallica (corrispondente al concetto moderno di vela solare). In realtà, nell'astronave di Gussalli, a spingere l'astronave non era direttamente la pressione esercitata dalla radiazione solare, come nei concetti attuali, ma "cordoni nebulari" formati da particelle microscopiche lanciate nello spazio da un razzo: erano queste ultime che, accelerate dal Sole e incontrando la vela, avrebbero fornito la spinta necessaria. L'idea fu bocciata come non praticabile per le difficoltà a generare la spinta necessaria dalla British Inerplanetary Society e dalla NACA, per errori di valutazione nella stima delle dimensioni necessarie per una vela efficiente, della quantità di polvere necessaria e per non aver tenuto conto della dispersione delle polveri. In questo volume Gussalli proponeva anche di utilizzare il frenaggio aerodinamico (aerobraking) per far rientrare l'astronave a Terra, dimostrando ancora una volta che, al di là delle ingenuità e delle imprecisioni, egli aveva sviluppato una visione a tutto campo dell'astronautica, che gli permetteva comunque di formulare idee innovative, in alcuni casi diventate realtà.
Gli è stato dedicato un asteroide, 32944 Gussalli .